# Brunej
Država Brunej, bivališče miru (malajsko Negara Brunei Darussalam) je z nafto bogata država na otoku Borneo, v jugovzhodni Aziji. Država je sestavljena iz dveh ločenih delov, oba pa na severu mejita na Južno kitajsko morje, preostanek pa obkroža Malezija.